# اندیس انارو
انارو یک اندیس فلزی است که در حوالی شهر معلمان استان سمنان قرار دارد و مادهٔ معدنی موجود در آن، آهن است.سنگ میزبان این اندیس سنگ‌های کربناته (آهکی) است.